# Liste der Biografien/Tob
Liste der Biografien |
Portal Biografien |
Personensuche
# |
A |
B |
C |
D |
E |
F |
G |
H |
I |
J |
K |
L |
M |
N |
O |
P |
Q |
R |
S |
T |
U |
V |
W |
X |
Y |
Z |
?
 
Ta |
Tc |
Te |
Tf |
Tg |
Th |
Ti |
Tj |
Tk |
Tl |
Tm |
To |
Tq |
Tr |
Ts |
Tu |
Tv |
Tw |
Tx |
Ty |
Tz
 
Toa |
Tob |
Toc |
Tod |
Toe |
Tof |
Tog |
Toh |
Toi |
Toj |
Tok |
Tol |
Tom |
Ton |
Too |
Top |
Toq |
Tor |
Tos |
Tot |
Tou |
Tov |
Tow |
Tox |
Toy |
Toz
Die Liste der Biografien führt alle Personen auf, die in der deutschsprachigen Wikipedia einen Artikel haben. Dieses ist eine Teilliste mit 215 Einträgen von Personen, deren Namen mit den Buchstaben „Tob“ beginnt.

## Tob
- Tob Somjai (* 1982), thailändischer Fußballspieler

### Toba
- Toba (1103–1156), 74. Tennō von Japan (1107–1123)
- Toba, Andreas (* 1990), deutscher KunstturnerAndreas Toba (* 1990)

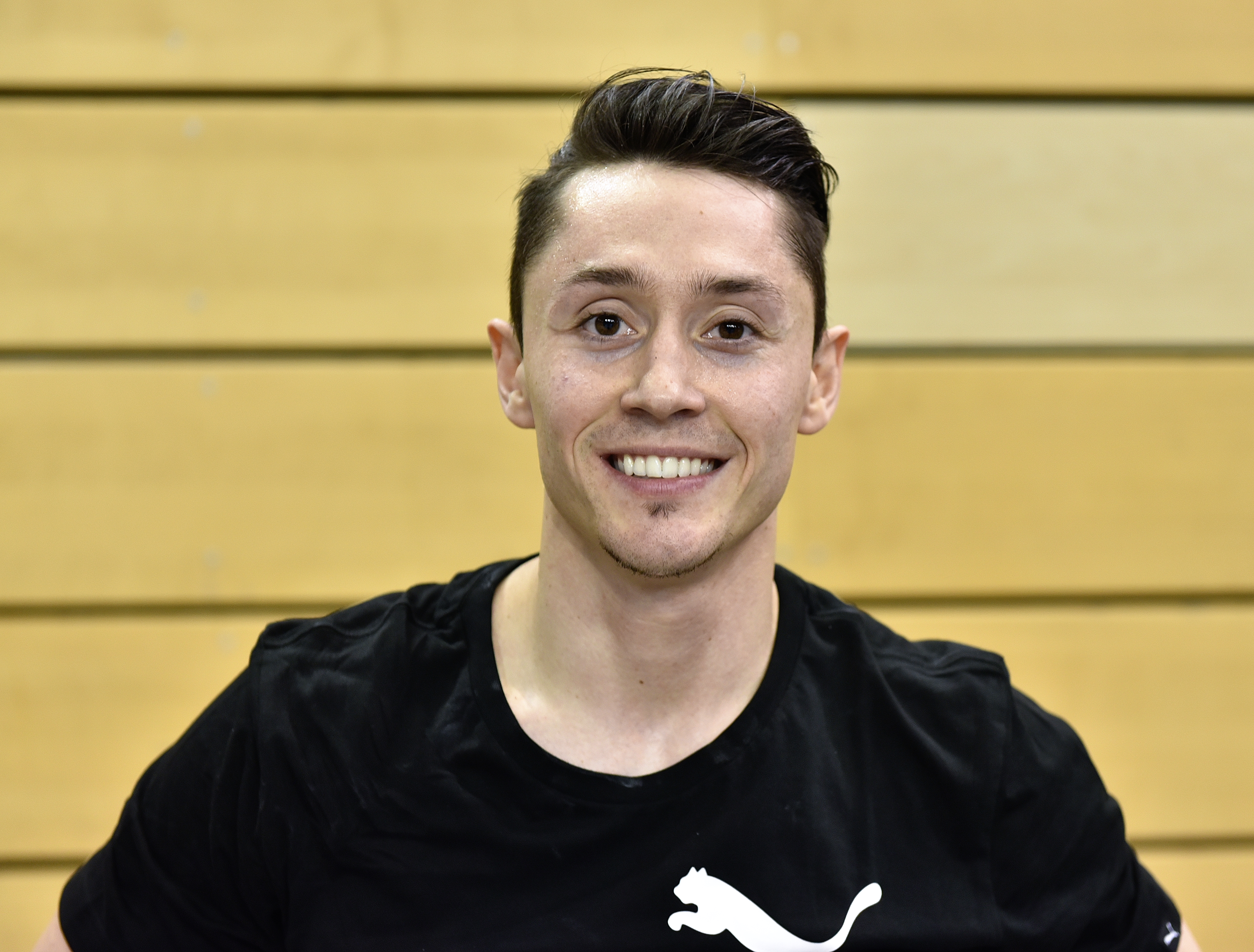
Andreas Toba (* 1990)

- Toba, Marius (* 1968), deutsch-rumänischer Kunstturner
- Toba, Toshimasa (* 1975), japanischer Fußballspieler
- Tobaben, Peter (1905–1972), deutscher Politiker (DP, CDU), MdL, MdB
- Tobacco, Terry (* 1936), kanadischer Sprinter
- Toback, James (* 1944), US-amerikanischer Drehbuchautor und Filmregisseur
- Tobagi, Benedetta (* 1977), italienische Historikerin und Autorin
- Tobalina, Carlos (* 1985), spanischer Kugelstoßer
- Tobar Gonzáles, Pablo (1896–1971), spanischer Ordensgeistlicher und römisch-katholischer Bischof von Cuttack
- Tobar Zaldumbide, Carlos (1912–1995), ecuadorianischer Diplomat und Politiker
- Tobar, Alejandro (1907–1975), kolumbianischer Komponist und Violinist
- Tobar, Armando (1938–2016), chilenischer Fußballspieler
- Tobar, Hans David (1888–1956), deutscher Schauspieler, Autor und Kabarettist
- Tobar, Héctor (1923–1991), chilenischer Grafiker in der DDR
- Tobar, Héctor (* 1963), US-amerikanischer Romancier und Journalist
- Tobar, Roberto (* 1978), chilenischer Fußballschiedsrichter
- Tobari, Kogan (1882–1927), japanischer Bildhauer und Graphiker
- Tobari, Masaya (* 1997), japanischer Fußballspieler
- Tōbata, Seiichi (1899–1983), japanischer Agrarwirtschaftswissenschaftler
- Tobatzsch, Stephan-Lutz (1933–2011), deutscher Schulleiter und Schriftsteller

### Tobb
- Tobb, Omar, gambischer Politiker
- Tobba Marinós (* 1984), isländische Journalistin und Schriftstellerin
- Tobback, Bruno (* 1969), belgischer Politiker
- Tobback, Louis (* 1938), belgischer Politiker für die Socialistische Partij Anders
- Többen, Heinrich (1880–1951), deutscher forensischer Psychiater, Rechtsmediziner und Hochschullehrer
- Többens, Walter (1909–1954), deutscher Unternehmer im Warschauer Ghetto und dem Arbeitslager Poniatowa

### Tobe
- Tobe, Naoto (* 1992), japanischer Hochspringer
- Tobé, Tomas (* 1978), schwedischer Politiker (M), MdEP
- Tobeck, Joel (* 1971), neuseeländischer Schauspieler
- Tobeck, Robbie (* 1970), US-amerikanischer American-Football-Spieler
- Tobee (* 1985), deutscher Schlager- und StimmungssängerTobee (* 1985)

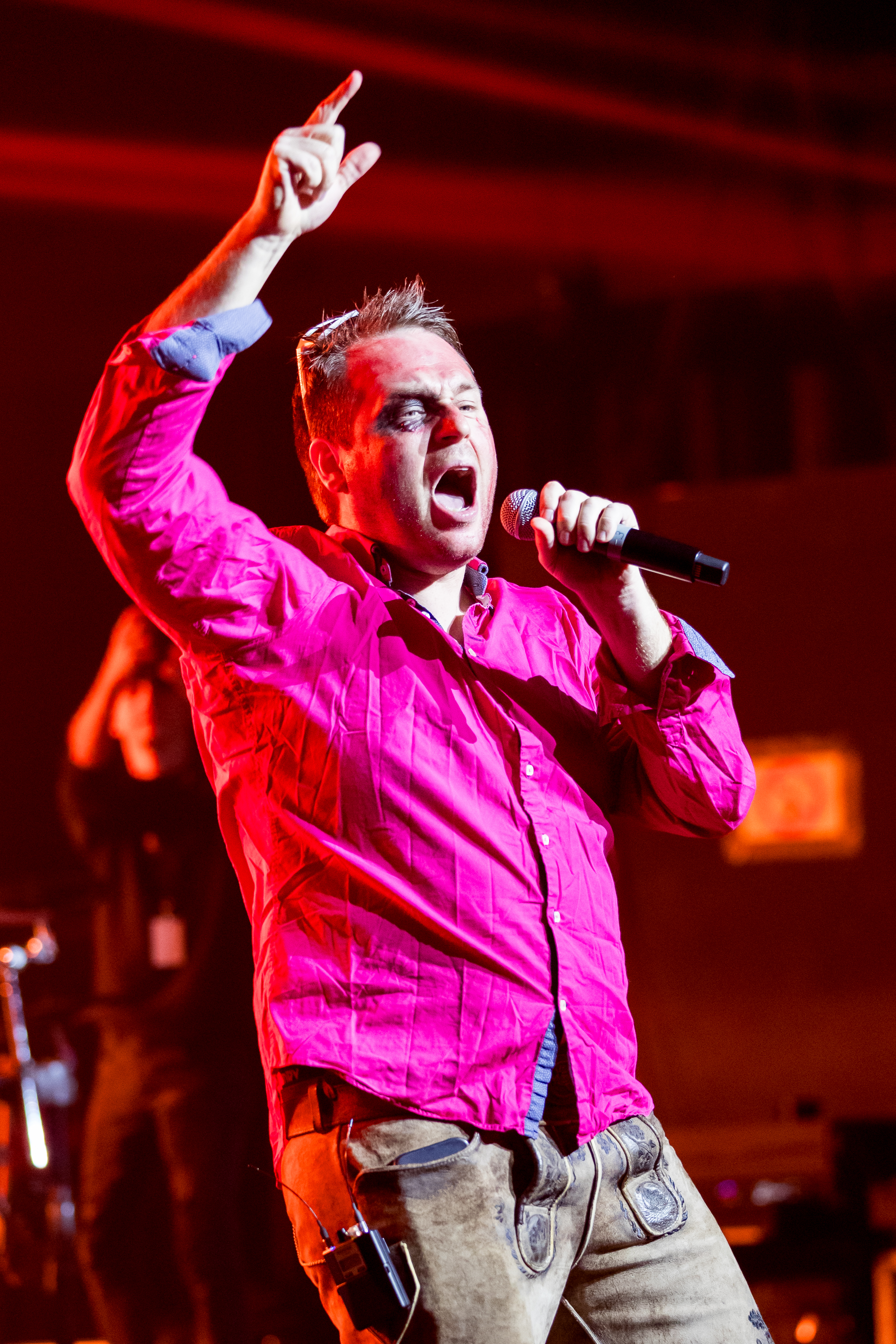
Tobee (* 1985)

- Tobeen (1880–1938), französischer Maler
- Tobei, Johannes (1930–1997), deutscher römisch-katholischer Priester und Generalvikar
- Tobel, Rudolf von (1903–1995), Schweizer Cellist und Musikwissenschaftler
- Töbelmann, Dierk (1888–1959), deutscher Steinsetzer und Politiker (SPD)
- Töbelmann, Elsa (* 1953), deutsche Bildhauerin
- Toben, Fredrick (1944–2020), australischer Rechtsextremist und Holocaustleugner
- Tobenz, Daniel (1743–1819), österreichischer katholischer Theologe
- Tober, Beate (1957–2022), deutsche Schauspielerin und Synchronsprecherin
- Tober, Benedikt (* 2002), österreichischer Fußballspieler
- Tober, Erna (* 1951), deutsche Bühnen- und Kostümbildnerin, Illustratorin, Malerin und Grafikerin
- Tober, Klaus (1950–1994), deutscher Maler und Grafiker
- Tober, Otto (1882–1964), überwiegend beim Stummfilm tätiger deutscher Kameramann
- Tober, Ronnie (* 1945), niederländischer Schlagersänger
- Toberentz, Christian (* 1955), deutscher Schauspieler, Synchronsprecher, Sänger und Tanzlehrer
- Toberentz, Lotte (* 1900), deutsche Kriminalrätin und Leiterin des Mädchenlagers Uckermark
- Toberentz, Robert (1849–1895), deutscher Bildhauer
- Toberman, James R. (1836–1911), US-amerikanischer Politiker
- Tobers, Kristers (* 2000), lettischer Fußballspieler
- Tobey, Charles W. (1880–1953), US-amerikanischer Politiker
- Tobey, Kenneth (1917–2002), US-amerikanischer Theater- und Filmschauspieler
- Tobey, Mark (1890–1976), US-amerikanischer Maler
- Tobey, Mike (* 1994), US-amerikanisch-slowenischer Basketballspieler

### Tobg
- Tobgay, Tshering (* 1965), bhutanischer PolitikerTshering Tobgay (* 1965)

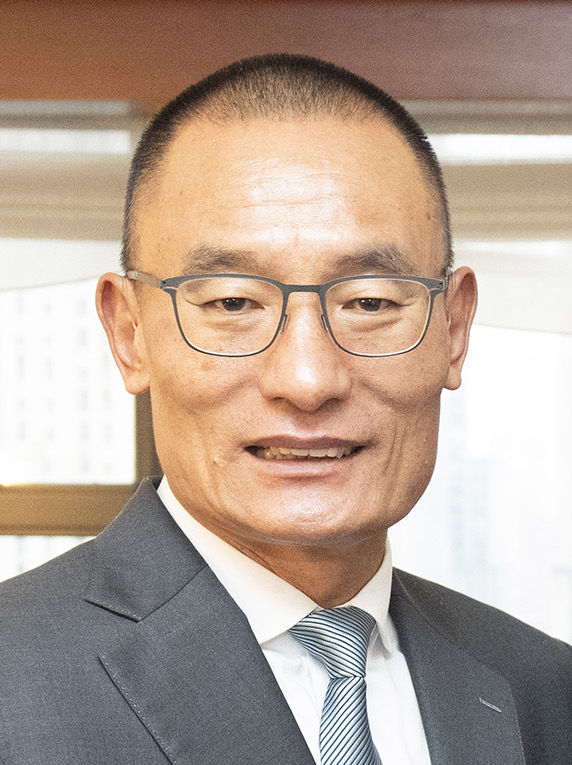
Tshering Tobgay (* 1965)

### Tobi
- Tobia ben Elieser, jüdischer Gelehrter in Bulgarien
- Tobian, Gary (* 1935), US-amerikanischer Wasserspringer
- Tobias († 726), Bischof von Rochester
- Tobias Lites, Isabella (* 1991), israelische Eiskunstläuferin
- Tobias von Bechin († 1296), Bischof von Prag
- Tobias von Hebborn (1778–1849), deutscher Schuhmacher und Original von Bergisch Gladbach
- Tobías, Aleix (* 1976), spanischer Schlagzeuger und Perkussionist
- Tobias, Andreas (* 1984), deutscher Künstler und SchauspielerAndreas Tobias (* 1984)

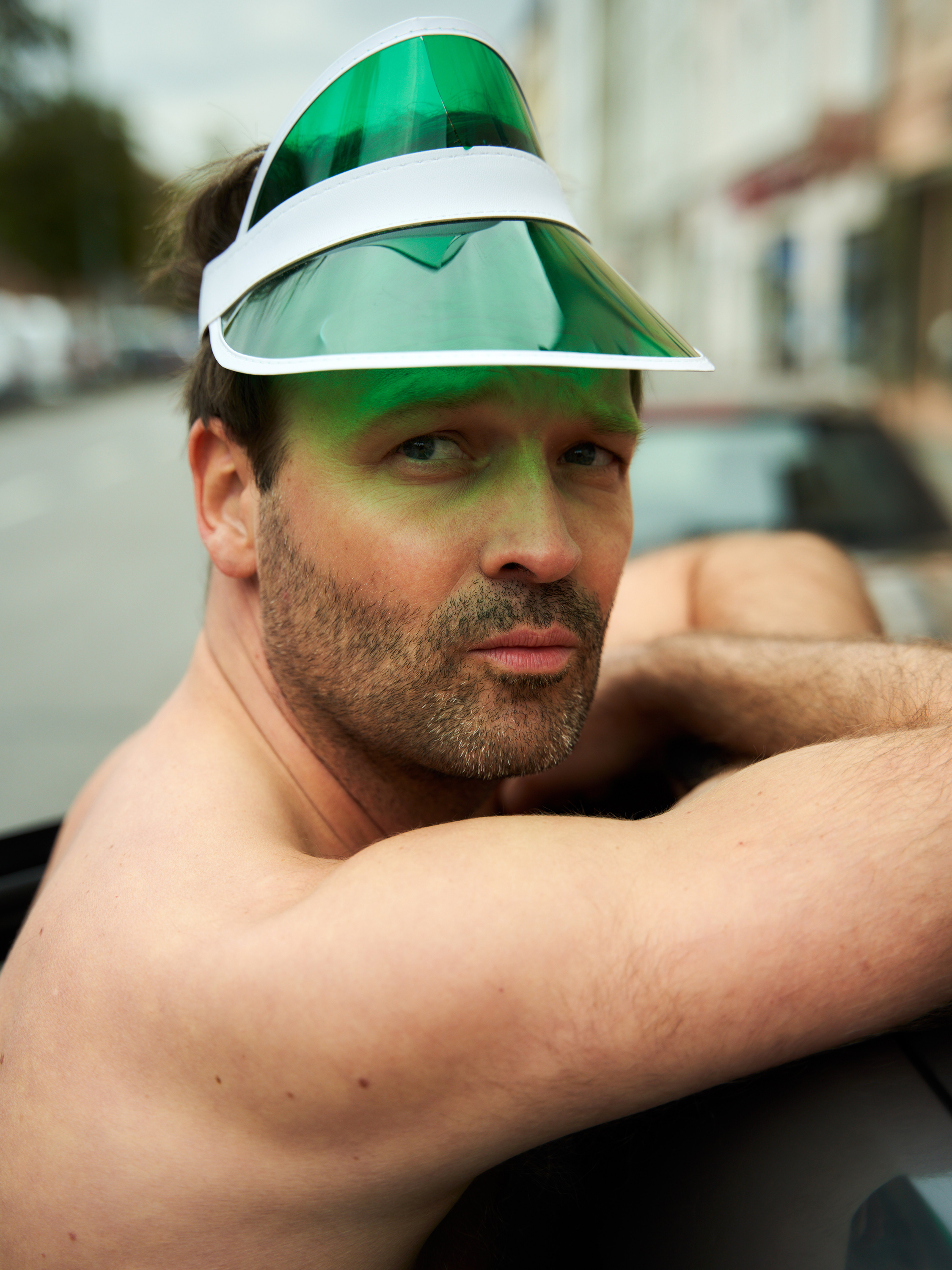
Andreas Tobias (* 1984)

- Tobias, Antonio Realubin (* 1941), philippinischer Geistlicher, emeritierter römisch-katholischer Bischof von Novaliches
- Tobias, Fabian (* 1978), deutscher Fernsehproduzent und Medienmanager
- Tobias, Fritz (1912–2011), deutscher Ministerialrat und Autor
- Tobias, George (1901–1980), US-amerikanischer Schauspieler
- Tobias, Gert (* 1973), deutscher Künstler
- Tobias, Herbert (1924–1982), deutscher Fotograf
- Tobias, Jason, US-amerikanischer Schauspieler, Drehbuchautor und Filmproduzent
- Tobias, Jesse (* 1972), US-amerikanischer Rockgitarrist
- Tobias, John (* 1969), US-amerikanischer Videospiel-Designer
- Tobias, Kai (1961–2022), deutscher Ökologe
- Tobias, Leopold (1837–1894), deutscher Verwaltungsjurist und Politiker
- Tobias, Natalija (* 1980), ukrainische Mittelstreckenläuferin
- Tobias, Oliver (* 1947), britisch-schweizerischer Film- und TheaterschauspielerOliver Tobias (* 1947)

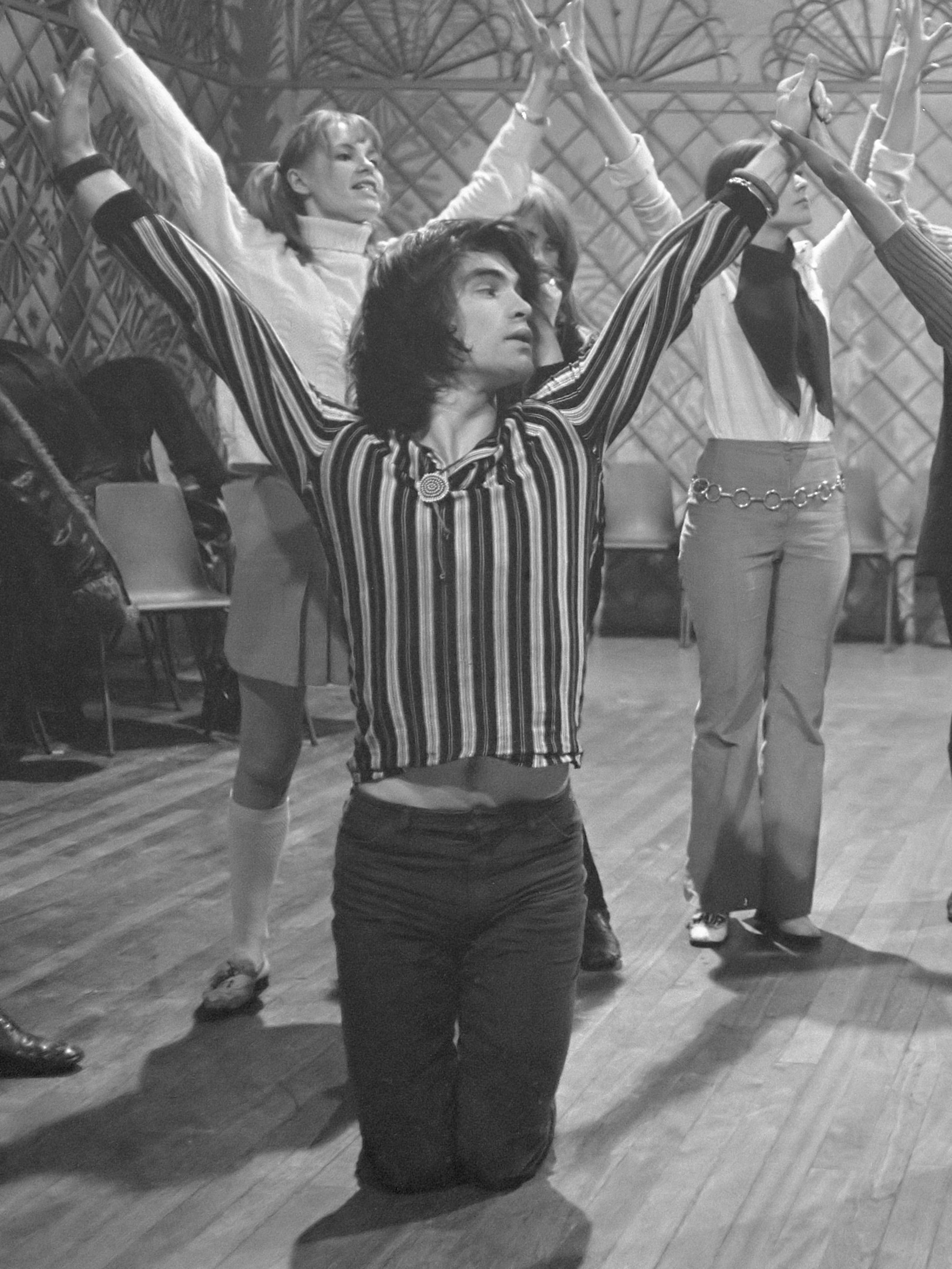
Oliver Tobias (* 1947)

- Tobias, Paula (1886–1970), deutsche Ärztin
- Tobiáš, Pavel (* 1955), tschechischer Fußballspieler und Fußballtrainer
- Tobias, Phillip (1925–2012), südafrikanischer Paläoanthropologe
- Tobias, Randall (* 1942), US-amerikanischer Regierungsbeamter, Chef der Agency for International Development
- Tobias, Rudolf (1873–1918), estnischer Komponist und Organist
- Tobias, Uwe (* 1973), deutscher Künstler
- Tobias, Vinícius (* 2004), brasilianischer Fußballspieler
- Tóbiás, Zoltán, ungarischer Radrennfahrer
- Tobiasch, Viktor (1912–1992), tschechoslowakischer Tischtennisspieler und Arzt
- Tobiaschu, Adalbert (1694–1771), deutscher Benediktiner und Abt
- Tobiasen, Ole (* 1975), dänischer Fußballspieler und -trainer
- Tobiášová, Tereza (* 1974), tschechische Volleyball- und Beachvolleyballspielerin
- Tobiassen, Karl (* 1964), grönländischer Politiker (Siumut)
- Tobiassen, Mathæus (* 1911), grönländischer Katechet und Landesrat
- Tobiasson, Andreas (* 1983), schwedischer Fußballspieler
- Tobiasz, Agnieszka (* 1973), polnische und deutsche Handballspielerin
- Tobien, Alexander von (1854–1929), deutsch-baltischer Statistiker und Agrarhistoriker
- Tobien, Ewald Sigismund (1811–1860), deutsch-baltischer Rechtswissenschaftler
- Tobien, Heinz (1911–1993), deutscher Paläontologe
- Tobien, Petra (* 1961), deutsche Badmintonspielerin
- Tobien, Rainer (* 1941), deutscher Basketballspieler und Basketballtrainer
- Tobien, Rudolf († 1942), deutscher Eishockeyspieler
- Tobien, Wilhelm (1837–1911), deutscher Lehrer, Regionalhistoriker und Autor
- Tobies, Renate (* 1947), deutsche Mathematik- und Naturwissenschaftshistorikerin
- Tobiesen, Ludolph Hermann (1771–1839), deutscher Mathematiker, Navigationslehrer und Übersetzer
- Tobija, Ammoniter und Gegner des Baus der Stadtmauer Jerusalems
- Tobin, Alex (* 1965), australischer Fußballspieler
- Tobin, Amon (* 1972), brasilianischer Musiker und DJ
- Tobin, Becca (* 1986), US-amerikanische Schauspielerin, Sängerin und TänzerinBecca Tobin (* 1986)

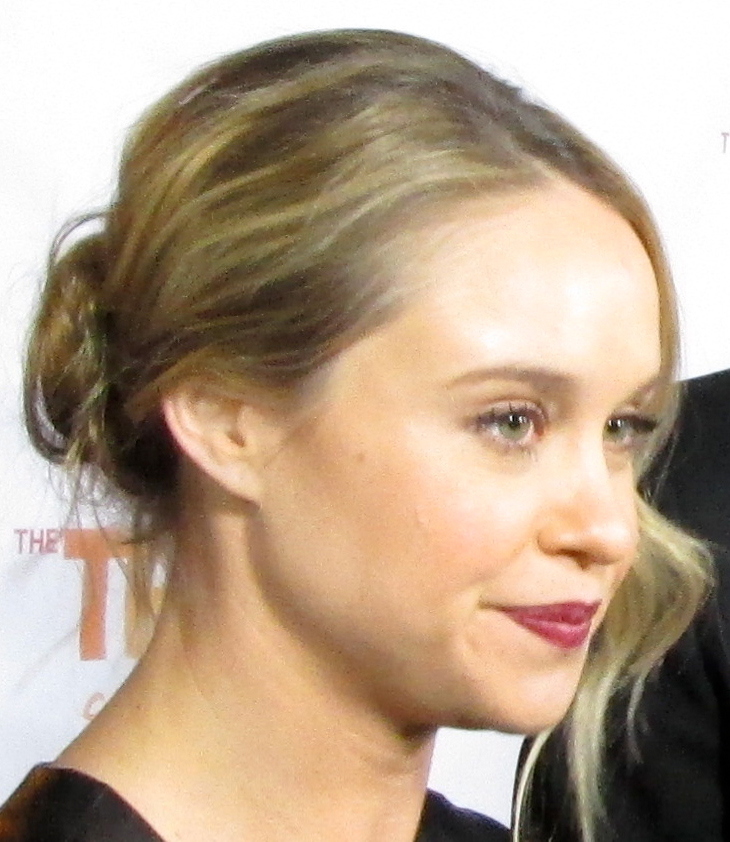
Becca Tobin (* 1986)

- Tobin, Brian (1930–2024), australischer Tennisspieler, Fed-Cup-Kapitän und Sportfunktionär
- Tobin, Brian (* 1954), kanadischer Politiker
- Tobin, Christian (* 1956), deutscher bildender Künstler
- Tobin, Christine (* 1963), irische Jazzsängerin
- Tobin, Dan (1910–1982), US-amerikanischer Schauspieler
- Tobin, Daniel J. (1875–1955), US-amerikanischer Gewerkschaftsführer
- Tobin, Genevieve (1899–1995), US-amerikanische Schauspielerin
- Tobin, James (1918–2002), US-amerikanischer WirtschaftswissenschaftlerJames Tobin (1918–2002)

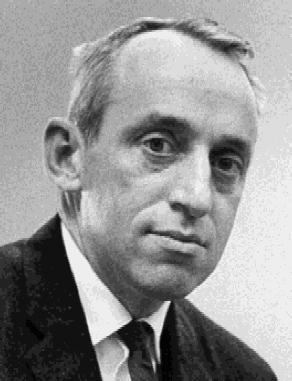
James Tobin (1918–2002)

- Tobin, Joseph William (* 1952), US-amerikanischer Geistlicher, römisch-katholischer Erzbischof von Newark
- Tobin, Louise (1918–2022), US-amerikanische Jazzsängerin
- Tobin, Maurice J. (1901–1953), US-amerikanischer Politiker
- Tobin, Peter (1946–2022), britischer Sexualstraftäter und Serienmörder
- Tobin, Robert (* 1983), englischer Leichtathlet
- Tobin, Seán (* 1994), irischer Mittel- und Langstreckenläufer
- Tobin, Terry, australischer Diplomat des Souveränen Malteserordens
- Tobin, Thomas Joseph (* 1948), US-amerikanischer römisch-katholischer Geistlicher und Bischof von Providence
- Tobino, Mario (1910–1991), italienischer Schriftsteller und Psychiater
- Tobisch, Caroline (* 1858), österreichische Unternehmerin
- Tobisch, Eduard (1840–1927), österreichischer Jurist und Hofrat
- Tobisch, Franz (1868–1917), österreichisch-böhmischer Politiker und Mediziner
- Tobisch, Franz Josef (1788–1880), Landwirt und Vorkämpfer der Bauernbefreiung
- Tobisch, Franz senior, österreichischer Unternehmer
- Tobisch, Franz Wenzel (1788–1873), katholischer Geistlicher
- Tobisch, Franz Xaver (1865–1934), katholischer Geistlicher und Autor
- Tobisch, Johann Karl (1793–1855), Lehrer für Mathematik, Physik, Geschichte und Französisch
- Tobisch, Lotte (1926–2019), österreichische Schauspielerin und AutorinLotte Tobisch (1926–2019)

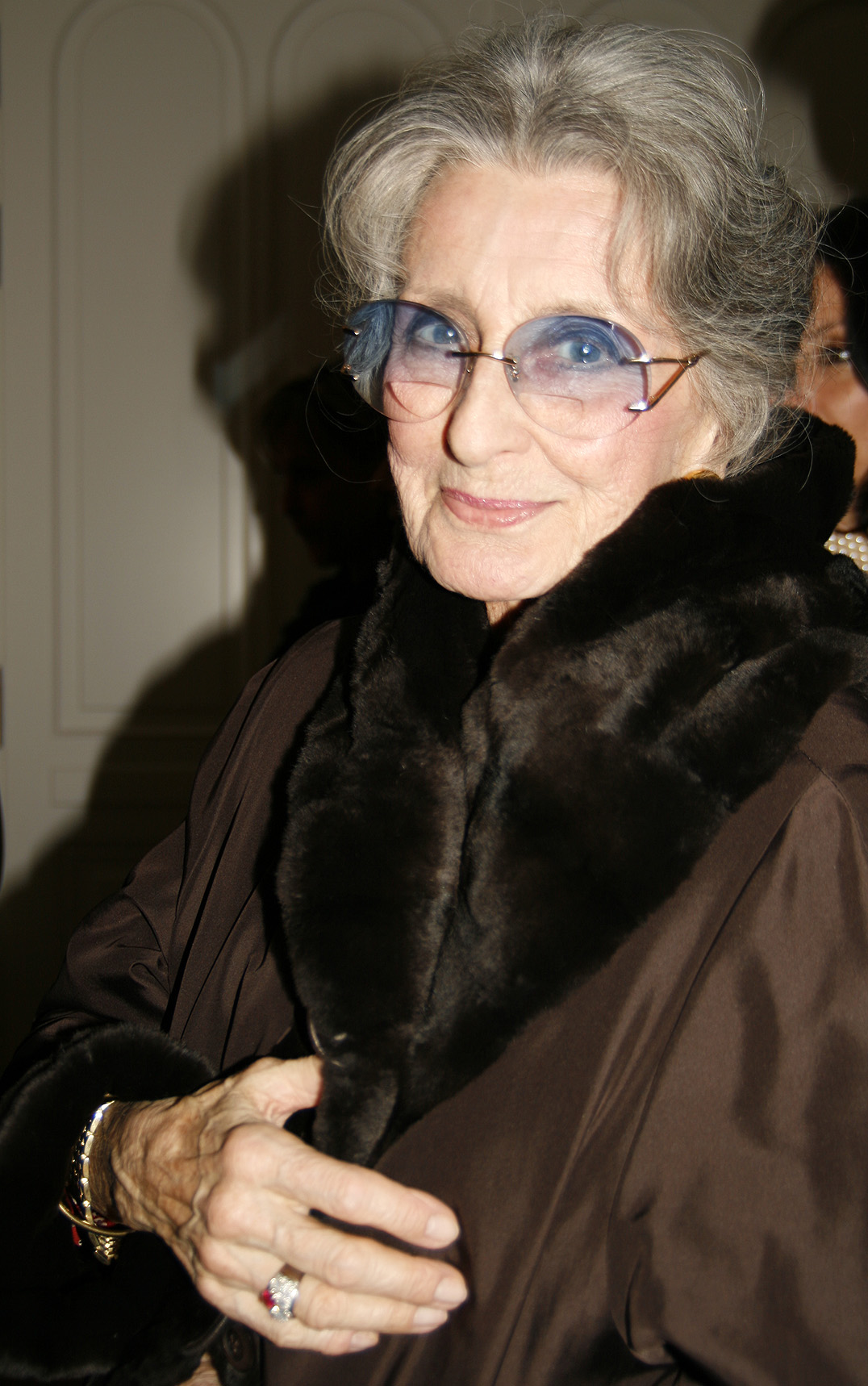
Lotte Tobisch (1926–2019)

- Tobisch, Vincenz (1835–1891), böhmischer Bergbauingenieur
- Tobisch, Vincenz Eugen (1800–1852), Lehrer für Mathematik, Geschichte, Deutsche Sprache und Latein am Friedrichsgymnasium in Breslau
- Tobisch-Labotýn, Karl (1897–1977), österreichischer Architekt
- Tobischau von Cimburg, Ctibor (1438–1494), Oberstkanzler von Böhmen, Landeshauptmann von Mähren, böhmischer Heerführer
- Tobiszowski, Grzegorz (* 1965), polnischer Politiker und Soziologe
- Tobita, Ruki (* 1999), japanischer Snowboarder
- Tobita, Yūdai (* 1996), japanischer Fußballspieler

### Tobj
- Tobji, Joseph (* 1971), syrischer Geistlicher, maronitischer Erzbischof von Aleppo

### Tobl
- Toblandus, Gnaeus, antiker römischer Toreut
- Tobler, Achim (1908–1995), schweizerisch-deutscher Jurist und Industriemanager
- Tobler, Adolf, Schweizer Langstreckenläufer
- Tobler, Adolf (1835–1910), Schweizer Romanist
- Tobler, Alfred (1845–1923), Schweizer Theologe, Konzertsänger, Schriftsteller und Volkskundler
- Tobler, Anna Maria (1882–1935), Schweizer Malerin
- Tobler, August (1872–1929), Schweizer Geologe und Paläontologe
- Tobler, Christa (* 1961), Schweizer Rechtswissenschaftlerin
- Tobler, Christian Henry (* 1963), US-amerikanischer Spezialist für historische Fechtkünste, Gründer des Orden of Selohaar
- Tobler, Daniel N. (1939–2011), Schweizer Manager und Konzertveranstalter
- Tobler, Edwin (1922–2020), Schweizer Münzensammler und Numismatiker
- Tobler, Ernst (1889–1966), Schweizer Landwirt, Oberst und Politiker
- Tobler, Ferdinand (1870–1951), Schweizer Unternehmer
- Tobler, Friedrich (1879–1957), deutscher Botaniker und Hochschullehrer
- Tobler, Georg Christoph (1757–1812), schweizerischer Pfarrer, Schriftsteller und Übersetzer
- Tobler, Gustav (1855–1921), Schweizer Historiker und Hochschullehrer
- Tobler, Gustav (1904–1992), Schweizer Redaktor und Autor aus dem Kanton Appenzell Ausserrhoden
- Tobler, Gustav Adolf (1850–1923), Schweizer Elektroingenieur und Mäzen
- Tobler, Hans Werner (* 1941), Schweizer Historiker und Hochschullehrer
- Tobler, Jakob (1883–1964), Schweizer Unternehmer
- Tobler, Johann Georg Gustav (1769–1843), Schweizer Pädagoge und Schriftsteller
- Tobler, Johann Heinrich (1777–1838), Schweizer Dichter und Komponist
- Tobler, Johann Jakob (1854–1936), Schweizer Lehrer und Regierungsrat
- Tobler, Johann Konrad (1757–1825), Schweizer Textilunternehmer, Politiker und Tagsatzungsgesandter
- Tobler, Johann Ulrich (1703–1787), Schweizer Politiker
- Tobler, Johannes (1696–1765), Schweizer Politiker, Kalendermacher und Publizist
- Tobler, Johannes (1838–1915), Schweizer Textilunternehmer und Politiker
- Tobler, Jürg (* 1939), Schweizer Journalist, Chefredaktor und Autor
- Tobler, Li (1948–1975), Schweizer Schauspielerin, Modell und Galeristin
- Tobler, Ludwig (1827–1895), Schweizer Sprachwissenschafter, Volkskundler und Sprachphilosoph
- Tobler, Ludwig (1877–1915), Schweizer Pädiater
- Tobler, Marcel (* 2001), österreichischer Mittelstreckenläufer
- Tobler, Max (1876–1929), Schweizer Zoologe, Arzt, Journalist und politischer Aktivist
- Tobler, Mina (1880–1967), Schweizer Pianistin und KlavierlehrerinMina Tobler (1880–1967)

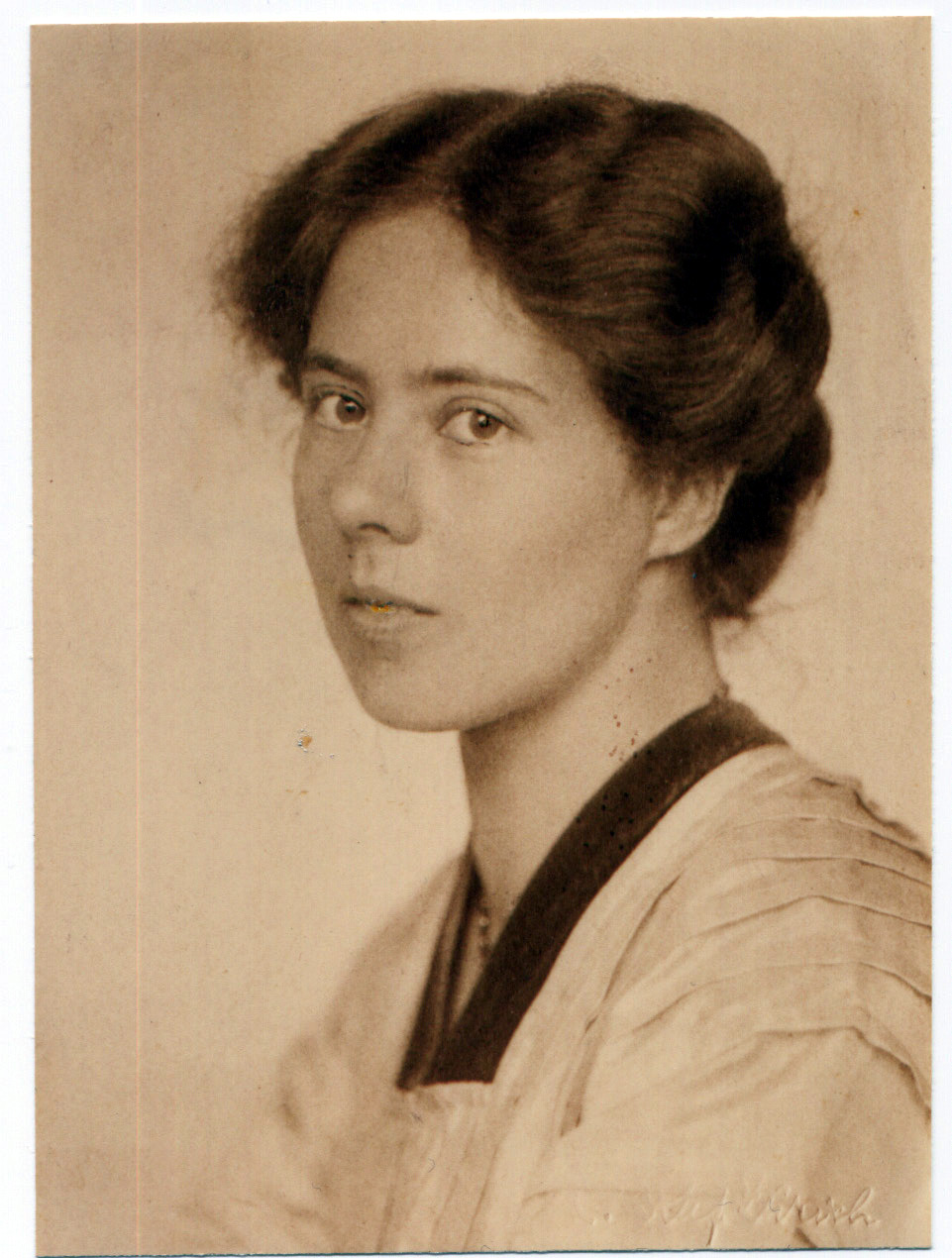
Mina Tobler (1880–1967)

- Tobler, Otto (1879–1946), Schweizer Jurist und Pionier des Natur- und Heimatschutzes
- Tobler, Patrik (* 2000), Schweizer Unihockeyspieler
- Tobler, Paul Hans (1923–2023), Schweizer Schlosser, Metallbauer und Industrieunternehmer
- Tobler, Robert (1901–1962), Schweizer Politiker (Frontenbewegung)
- Tobler, Robert (1937–2019), Schweizer Schriftsteller
- Tobler, Salomon (1794–1878), Schweizer Pfarrer und Dichter
- Tobler, Stefan (* 1959), Schweizer evangelisch-lutherischer Theologe
- Tobler, Theodor (1876–1941), Schweizer Unternehmer
- Tobler, Titus (1806–1877), Schweizer Arzt und Palästinaforscher
- Tobler, Töbi (* 1953), Schweizer Hackbrettspieler und Improvisationsmusiker
- Tobler, Victor (1846–1915), Schweizer Genremaler und Illustrator
- Tobler-Christinger, Minna (1886–1936), Schweizer Ärztin, Schriftstellerin und Frauenrechtlerin

### Tobo
- Toboc, Horia (* 1955), rumänischer Hürdenläufer und Sprinter
- Toboc, Valentin (* 1992), rumänischer Weitspringer
- Tobold, Adelbert von (1827–1907), deutscher Mediziner
- Tobold, Bernhard von (1863–1925), deutscher Mediziner
- Tobolka, Zdeněk Václav (1874–1951), tschechischer Historiker und Politiker
- Toboll, Jonas (* 1987), deutscher Fußballspieler
- Toboll, Kathrin (* 1973), deutsche Schauspielerin, Filmproduzentin und Drehbuchautorin
- Tobolla, Heinz (1925–2013), deutscher Bildhauer
- Tobollik, Cezary (* 1961), polnischer Fußballspieler
- Tobolowsky, Stephen (* 1951), US-amerikanischer Schauspieler, Regisseur, Drehbuchautor und AutorStephen Tobolowsky (* 1951)

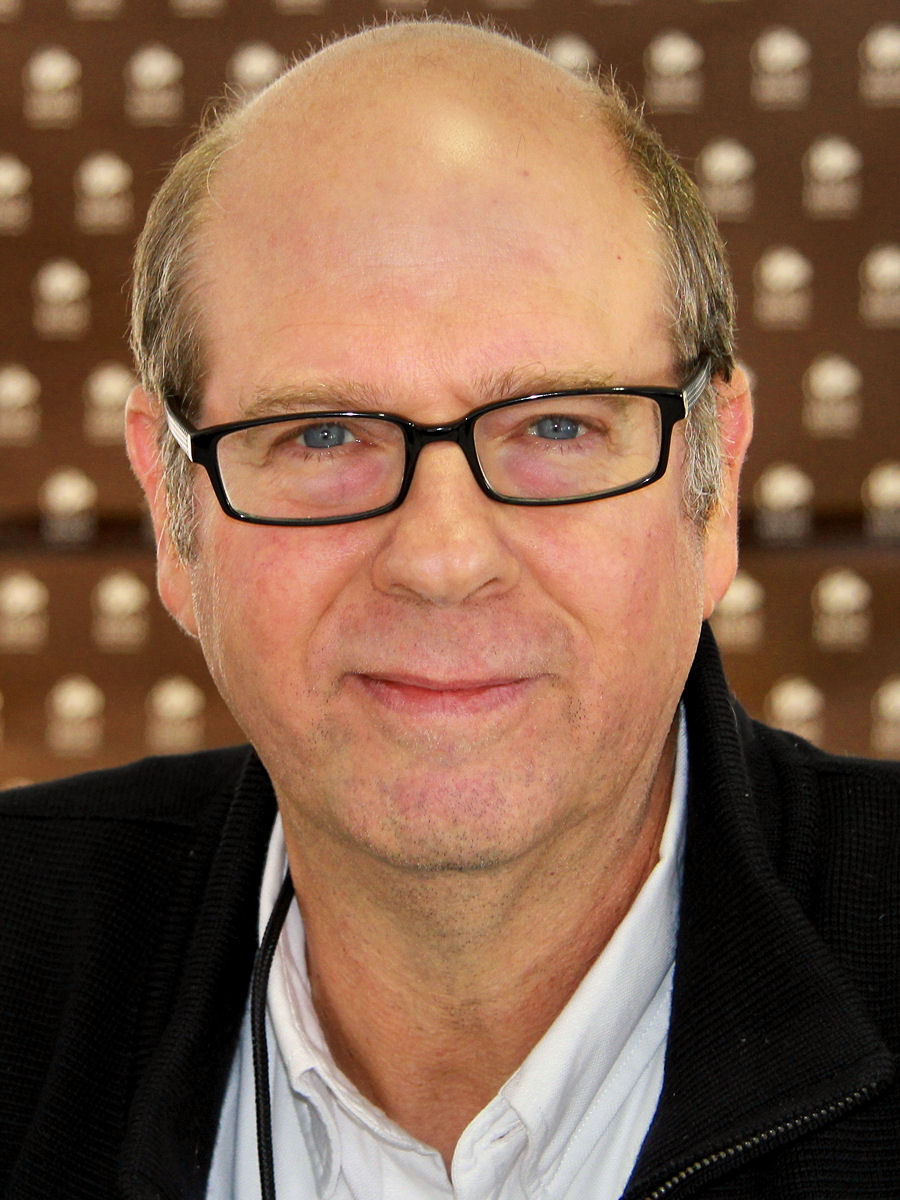
Stephen Tobolowsky (* 1951)

- Tobolt, Stephan (* 1954), deutscher Schriftstellerarzt
- Tobón, Ricardo (* 1951), kolumbianischer Geistlicher, römisch-katholischer Erzbischof von Medellín
- Toboni, Jacqueline (* 1992), US-amerikanische Schauspielerin
- Tobor, Alexandra (* 1981), deutsche Schriftstellerin
- Tobor, Gabriel (* 1961), polnischer Politiker und Lehrer
- Toborg, Lars (* 1975), deutscher Fußballspieler
- Toborg, Richard (1927–2014), deutscher Politiker (CDU), MdL
- Toborowicz, Aleksandra, polnische Grafikdesignerin
- Toboso, Yana (* 1984), japanische Mangaka (Pseudonym)

### Tobr
- Tobreluts, Indrek (* 1976), estnischer Biathlet
- Tobreluts, Olga Wladimirowna (* 1970), russische zeitgenössische Malerin und Multimedia-Künstlerin
- Tobriner, Walter Nathan (1902–1979), US-amerikanischer Politiker
- Tobritsch, Kaspar († 1511), deutscher Bischof und Weihbischof in Eichstätt

### Tobs
- Tobsen, Tobi, deutscher Rapper, DJ und MusikproduzentTobi Tobsen

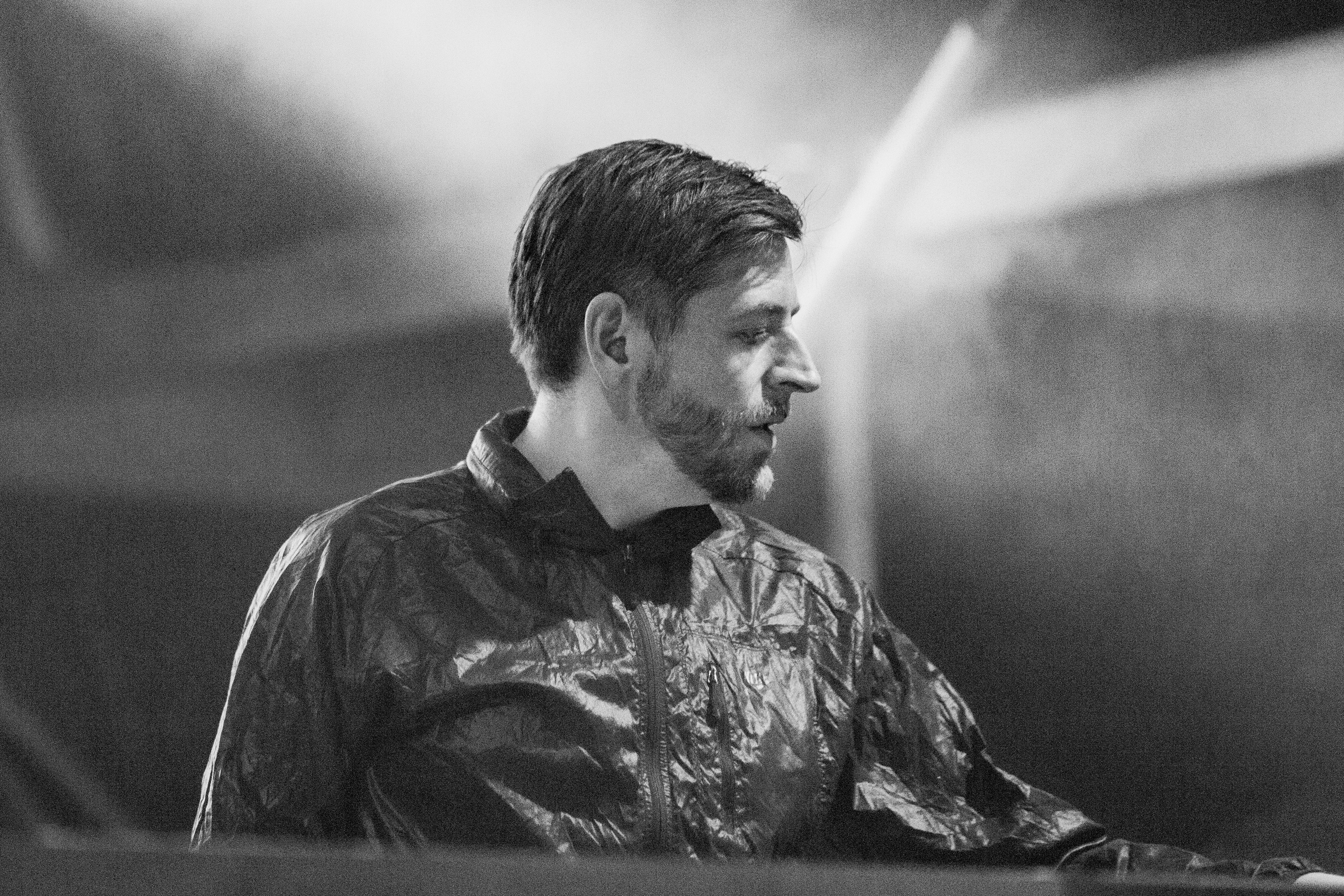
Tobi Tobsen

### Tobu
- Tobuscus (* 1985), US-amerikanischer YouTuber

### Toby
- Toby, Jackson (1925–2023), US-amerikanischer Soziologe und Kriminologe
- Toby, Jean (1900–1964), französischer Kolonialbeamter
- Toby, Ryan (* 1978), US-amerikanischer Soul-Sänger, Songwriter und Musikproduzent
- Tobye, Erhard (1894–1971), deutscher Konteradmiral der Kriegsmarine